# Stratocles xanthomela
Stratocles xanthomela är en insektsart som först beskrevs av Olivier 1792.  Stratocles xanthomela ingår i släktet Stratocles och familjen Pseudophasmatidae. Inga underarter finns listade i Catalogue of Life.